# Joseph Schuster (Komponist)

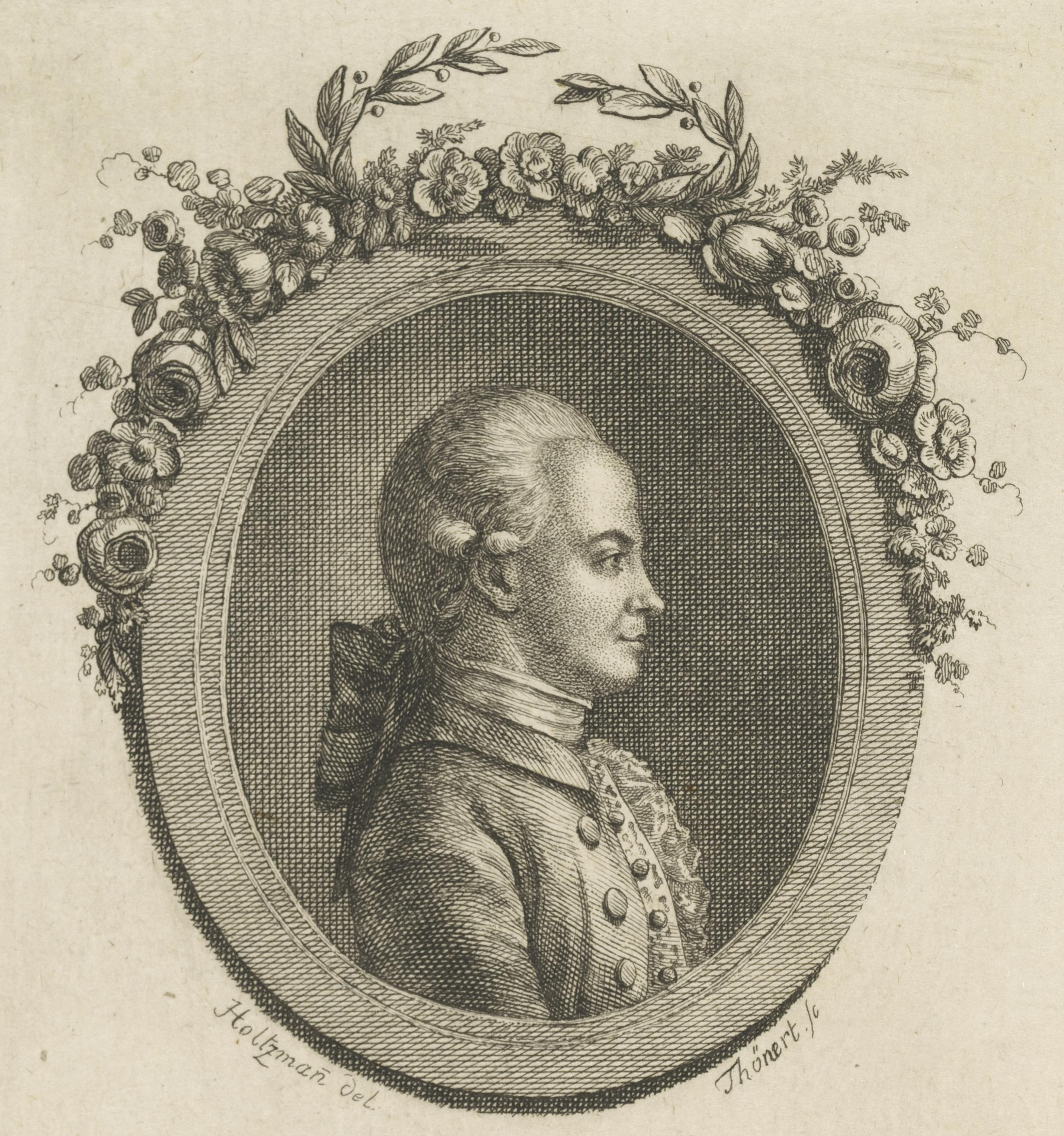
Joseph Schuster

Joseph Schuster (* 11. August 1748 in Dresden; † 24. Juli 1812 ebenda) war ein deutscher Komponist der Klassik.

## Leben
Joseph Schuster (Jun.) erhielt seine erste musikalische Ausbildung bei seinem gleichnamigen Vater (Joseph Schuster Sen.), der am Hofe des Kurfürsten in Dresden als Bassist wirkte, und Johann Georg Schürer. Dank einem Stipendium des sächsischen Kurfürsten konnte er in der Zeit von 1765 bis 1768 in Italien Kontrapunkt studieren.
1772 wurde er Kirchenkomponist am Dresdner Hof. Seine Aufgaben waren dort ab sofort Komposition und Aufführung von Kirchenmusik und die Leitung der Opernaufführungen.
1774–77/1778–81 machte er weitere Italienreisen. Seine eigentliche Hauptaufgabe war während dieser Reisen die Notenbeschaffung und das Engagieren neuer Sänger für Dresden. Aber Schusters Operntriumphe in Neapel und Venedig, zum Beispiel im Januar 1776 „Cantata a tre voci“ zu Ehren des Geburtstags von König Ferdinand IV. in Neapel, übertrafen diese eigentliche Hauptaufgabe. Im selben Jahr wurde auch die Opera seria Demofoonte in Forlì uraufgeführt. In den folgenden Jahren konnte er seine Position mit Opernerfolgen in Neapel und Venedig festigen und wurde auch in Deutschland als Komponist berühmt. 1787 wurde Joseph Schuster zum Hofkapellmeister ernannt. Die meisten seiner Werke sind der Opera buffa zuzuordnen, allerdings komponierte er auch kirchliche Werke, Orchestermusik und Kammermusik. 
Am 16. Januar 1782 wurde er Mitglied der Dresdner Freimaurerloge Zum goldenen Apfel.
Von Schuster stammen die Streichquartette im Anhang des Köchelverzeichnisses (Nr. 210 ff), die lange Zeit als Mozart-Werke („Mailänder Quartette“, 1772/73) angesehen wurden. Schuster hatte diese Werke um 1780 komponiert, die als Abschriften Mozartscher Originale galten. Der Musikwissenschaftler Ludwig Finscher konnte die wahre Herkunft aufdecken (in Die Musikforschung, 1966).
W. A. Mozart bemerkt zur Qualität von Schusters Kompositionen in einem Brief an seinen Vater vom 6. Oktober 1777: „Ich schicke meiner schwester hier 6 Duetti à Clavicembalo e Violino von schuster. Ich habe sie hier schon oft gespiellet. Sie sind nicht übel. Wenn ich hier bleibe, so werde ich auch 6 machen, auf diesen gusto, denn sie gefallen sehr hier“ (Mozart, Briefe II, 41).
Außerdem nahm er regen Anteil am städtischen Musikleben Dresdens. Schuster etablierte sich in Dresden vor allem durch die Komposition von Drammi giocosi. Aber auch durch Singspiele, z. B. „Der Alchemmyst oder Der Liebesteufel“ (1778), trat er hervor. Um etwa 1790 leitete er die Kammermusik und Konzerte. Im Rahmen seiner Funktion als „Kirchen Compositeur“ entstanden eine Vielzahl von Werken, die vor allem für das Repertoire der Hofkirche bestimmt waren.
Schuster widmete sich außerdem der Instrumentalmusik. Deren Funktion lag nach dem Siebenjährigen Krieg im privaten höfischen Rahmen. Joseph Schuster komponierte viele kleinere Klavierstücke für den von ihm ab 1788 geleiteten Unterricht der kurfürstlichen Familie. Die Mehrzahl dieser Stücke waren für den Unterricht der Prinzessin Maria Augusta bestimmt. Er unterrichtete sie in den 1790er-Jahren.
Nach etwa 1800 zog sich Joseph Schuster zunehmend aus dem Komponistenleben zurück.
Der kompositorische Nachlass von Joseph Schuster (Umfang: ca. 280 Katalognummern) wird in der Musikabteilung der Sächsischen Landesbibliothek – Staats- und Universitätsbibliothek Dresden aufbewahrt (Signatur: Mus.3549-…).

## Familie
1784 heiratete er Maria Teresia Ignatia Acier (1768–1830), Tochter des Meißener Porzellanmodellisten Michael Victor Acier (1736–1799), der wiederum Urgroßvater des Komponisten Pjotr Iljitsch Tschaikowski ist.

## Kompositionen (Auswahl)
Messen und Meßsätze
- Messe d-Moll (1768), D-B
- Messe g-Moll (1772), D-B
- Messe F-Dur (1777/1797)
- Messe Es-Dur (1785?)
- Messe A-Dur (1793?), D-B
- Messe B-Dur, D-B
- Messe d-Moll (nur Kyrie, Gloria, Credo), D-B
- Messe d-Moll, D-B
- D-Dur, D-B
- Messe B-Dur (Credo fehlt)

Offertorien, Vesperpsalmen und marianische Antiphonen
- Huc pastores G-Dur (1771)
- Intonuit D-Dur (1778)
- Confitebuntur coeli A-Dur (1788)
- Diffusa est gratia F-Dur (1797), CZ-Pnm, Cz-BRe
- 2 Angelus Domini C,B
- Ave Maria F-Dur
- Confirma hoc Deus
- Exultabant D-Dur
- 2 Laetamini in Domino C,D
- Mirabilis Deus C-Dur, D-B (Autogr.), CZ-Pnm

Andere Liturgische Formen
- 2  Miserere, c (1777), d (1787), D-B
- Stabat mater c-Moll (1782), D-B, D-SWl
- Te Deum D-Dur (1800), D-SWl, Cz-Pnm, Cz-Pu
- Hymnus in festo Corporis Christi Es (1802)
- Completorium F-Dur
- Deposuit potentes d-Moll, D-B
- Haec dies C-Dur
- Litaniae lauretanae B-Dur
- Litaniae de venerabili altaris sacramento Es-Dur
- 4 Magnificat, D-B

Oratorien und weltliche Kantaten:
- Cantata a tre voci. Per festeggiare nel Real Teatrol di San Carol il felicissimo giorno natalizio di sua maestà (12. Januar 1776 Neapel), Texbücher:I-Nc, I-Vgc, I-R (1778 Dresden), auch A-Wgm, D-B, D-Rp
- La passione di Gesù Cristo (Pietro Metastasio)
- Ester (1781 Venedig, Ospedaletto), I-Mc
- Lob der Musik (August Gottlob Meissner) (1784 Leipzig), auch D-B, DSWl, D-OHL u. a.
- Il genio dell’Adria (1785 Venedig), Texbücher: I-Vcg
- Mosè riconosciuto (Giovanni Ambrogio Migliavacca) (1786 Dresden)
- La Betulia liberata (Metastasio) (1796 Dresden), auch D-B
- L’amor prigioniero (Metastasio) (1801 Dresden, Kleines Hoftheater)
- Gioas re di Giuda (Metastasio) (1803)
- Il ritorno del sole sull’orizonte (1808), auch D-LEm
- zahlreiche Gelegenheitskantaten, Arien und Lieder in A-Wgm, B-Br, D-Dl, D-Ds, D-LÜh, D-W, I-Bc, I-MC, NL-Avnm, RUS-KAu, sowie in gedr. Sgln. von Joh. A. Hiller, Joh. Fr. Reichardt, C. F. W. Kiegel, R. Becker

Bühnenwerke (Auswahl)
- La fedeltà in amore, azione comica per musica 2 Akte (Karneval 1773 Dresden, Kurfürstl. Theater), D-Dl
- Didone abbandonata (Metastasio), dpm 3 Akte (1776 Neapel). D-Dl, I-Nc
- L’amore artigiano (Carlo Goldoni), dass. 3 Akte (1776 Venedig, Teatro San Moisè), B-Bc
- Demofoonte (Metastasio), dpm 3 Akte (1776 Forlì). D-Dl, F-Pc
- Der Alchymist oder Der Liebesteufel (Meissner, Nach M.A. Le Grands L’Amour diable), comische Oper 1 Akt (März 1778 Dresden, Kurfürstliches Theater), D-B, D-Dl, D-DS, D-Rp, D-Hs
- Bradamante (Mazzolà), dpm 3 Akte (1779 Padua)
- Die wüste Insel (August Gottlieb Meißner nach Metastasios L’isola disabitata), Singspiel (1779 Leipzig, Ranstädter Tor)
- Amor e Psyche (Marco Coltellini), dpm 2 Akte (1780 Neapel, Teatro S. Carlo), D-Dl
- Il marito indolente (Mazzolà), dramma giocoso 2 Akte (1782 Dresden, Kurfürstliches Theater), D-Dl, D-Do, D-Hs; als Der gleichgültige Ehemann, D-B
- Lo spirito di contradizione (Mazzolà), dass. 2 Akte (April 1785 ebd.), D-Dl; als Dr. Murner, D-DS
- Gli avari in trappola (Mazzolà), dass. 2 Akte, (1787 ebd.), D-Dl
- Rübenzahl ossia il vero amore (Mazzolà), dass. 2 Akte (1789 ebd.), D-Dl
- L’ape musicale ossia il Poeta impresario pasticcio (Karneval 1792 Triest), Textbücher: I-TScom, I-Vgc
- Osmano dey D’Algeri (G. Cinti), dramma giocoso 2 Akte, (1800 Dresden, Kurfürstliches Theater), D-Dl
- Il giorno natalizio (Cinti), pasticcio 2 Akte (1802 Dresden, Kurfürstliches Theater), D-Dl

Instrumentalmusik (Auswahl)
- 3 Sinfonien (1765, 1776), D-Dl
- Konzert für 2 Cembali und Orch (1773), D-B, D-Dl, D-SWl
- 6 Divertimenti da Camera für Cembalo und Violine (1777), D-B, D-Dl, D-LEm
- 4 Streichquartette (1780), (früher W.A. Mozart zugeschrieben, KV, Anh. 210-213/C20.01-04), D-B
- VI pièces á 2 clavecins (1790/91), D-Dl

### Diskografie
- Joseph Schuster: Demofoonte (Aufnahme: 29. Mai – 3. Juni 2001) deutsche harmonia mundi 2003
- Joseph Schuster: Streichquartette Nr. 1-6 „Quartetti Padovani“, Symphonia, DDD, 2001